# Domenico Mazzi
Domenico Mazzi (Siena, 11 agosto 1822 – Siena, 2 giugno 1896) è stato un politico e avvocato italiano.

## Biografia
Domenico Mazzi nacque a Siena l'11 agosto 1822 da Gaspero e Teresa Belli. Intraprese, sulle orme del nonno materno, Giuseppe Belli, la carriera legale: iscritto nel ruolo degli avvocati toscani dal 1846, fece parte della Camera di disciplina dei procuratori del Tribunale di Siena, prima come segretario, dal 1852 al 1854, e poi, fino al 1857, come componente effettivo di tale organo.
Eletto consigliere comunale per la prima volta nel 1865, fu più volte assessore e poi, dal 1873 al 1877, sindaco di Siena. Ricoprì anche altre cariche pubbliche: fu segretario della Società rozzo-filodrammatica; operaio del Reale Conservatorio di Santa Maria Maddalena; nel 1860 segretario aggiunto delle "Scuole infantili"; dal 1864 al 1867 tesoriere del comune di Monticiano; tra il 1863 e il 1867 membro della Deputazione del Monte dei Paschi, incarico che assunse anche dal 1883 al 1886.
Morì il 26 giugno 1896, lasciando vedova la moglie Giuseppa Clementi, che, svoltesi le esequie, in una nota pubblicata sul «Libero cittadino» del 2 luglio 1896, ringraziava, fra quanti avevano manifestato cordoglio, l'Associazione liberale monarchica e la contrada del Drago.